# Theridion melanoplax
Theridion melanoplax är en spindelart som beskrevs av Schmidt och Krause 1996. Theridion melanoplax ingår i släktet Theridion och familjen klotspindlar.
Artens utbredningsområde är Kanarieöarna. Inga underarter finns listade i Catalogue of Life.